# David Yareboinen
David Yareboinen (* 26. Oktober 1990) ist ein papua-neuguineischer Fußballschiedsrichter.
Seit 2013 steht er auf der FIFA-Liste und leitet internationale Fußballpartien.
Bei der Ozeanienmeisterschaft der Frauen 2018 in Neukaledonien leitete Yareboinen ein Gruppenspiel.
Bei der U-20-Weltmeisterschaft 2019 in Polen sowie bei der FIFA-Klub-Weltmeisterschaft 2021 in den Vereinigten Arabischen Emiraten war Yareboinen als Unterstützungsschiedsrichter im Einsatz.